# ألعاب مكابيه 2017

شعار ألعاب مكابيه 2017.

ألعاب مكابيه 2017 (بالعبرية: משחקי המכביה 2017)، وتعرف أيضا باسم دورة ألعاب مكابية العشرون (بالعبرية: המכביה ה -20)، هي الدورة العشرون لألعاب مكابية عقدت في الفترة من 4 إلى 18 يوليو 2017 في إسرائيل. تعتبر ألعاب مكابية متاحة لجميع الرياضيين اليهود من جميع أنحاء العالم، ومتاحه أيضا لجميع المواطنين الإسرائيليين بغض النظر عن ديانتهم. سيشارك حوالي 10,000 رياضي، ويعتبر عدد ضخم، مما يجعل ألعاب مكابيا 2017 ثالث أكبر حدث رياضي في العالم (بعد الألعاب الأولمبيية وكأس العالم لكرة القدم). شارك الرياضيون من 85 دولة مختلفة، ويعتبر هذا الأمر رقم قياسي أيضا. شاركت بعض البلدان لأول مره مثل جزر البهاما وكمبوديا وجزر كايمان وهايتي ومالطا والمغرب والفلبين وسنغافورة وكوريا الجنوبية وترينيداد. تنافس الرياضيين في 45 رياضة مختلفة.

## التاريخ
تم عقد ألعاب مكابية لأول مرة في عام 1932. في عام 1961 أعلنت اللجنة الأوليمبية الدولية أن ألعاب مكابية ستكون حدث رياضي إقليمي.

## الدول المشاركة
القائمة التالية توضح البلدان المشاركة في الحدث وعدد المشاركين بين القوسين بجانب علم الدولة:
- ألبانيا (3)
- الأرجنتين (650)
- أستراليا (650)
- النمسا
- أذربيجان
- باربادوس (2)[8]
- روسيا البيضاء
- بلجيكا
- بوليفيا (5)[9]
- البرازيل (491)
- كندا (650)
- جزر كايمان (4)[10]
- الصين
- الصين (30, بجانب هونغ كونغ)[11]
- كوستاريكا
- كوبا
- كوراساو
- جمهورية التشيك
- الدنمارك
- جمهورية الدومنيكان (1)[8]
- السلفادور
- فنلندا
- فرنسا
- جورجيا
- ألمانيا
- جبل طارق (20)[12]
- بريطانيا العظمى (375)
- اليونان
- هندوراس
- هونغ كونغ (30, بجانب الصين)[11]
- هنغاريا
- الهند (30)[13]
- أيرلندا
- إسرائيل (2,500)
- إيطاليا (50)[14]
- جامايكا (2)
- اليابان
- كازاخستان
- قرغيزستان
- لاتفيا
- ليتوانيا
- مقدونيا
- المكسيك
- مولدوفا
- المغرب (1)
- هولندا
- نيكاراغوا
- النرويج
- بنما
- باراغواي
- بيرو
- بولندا
- البرتغال
- بورتوريكو
- روسيا
- صربيا
- سنغافورة
- سلوفاكيا
- سلوفينيا
- جنوب أفريقيا
- كوريا الجنوبية
- إسبانيا
- سورينام
- السويد
- سويسرا
- تايوان
- تايلاند
- تركيا
- أوكرانيا
- الولايات المتحدة (1,100+)
- الأوروغواي
- أوزبكستان
- فنزويلا
- فيتنام

## روابط خارجية
- الموقع الرسمي